# Казашка Аутономна Совјетска Социјалистичка Република
Казашка Аутономна Совјетска Социјалистичка Република (рус. Казахская Автономная Социалистическая Советская Республика), скраћено Казашка АССР, била је аутономна република Руске Совјетске Федеративне Социјалистичке Републике (РСФСР) у саставу Совјетског Савеза (од 1922.) која је постојала од 1920. до 1936. године.

## Историја
Казашка АССР је првобитно формирана под именом Киргиска аутономна социјалистичка совјетска република (рус. Киргизская Автономная Социалистическая Советская Республика) (не треба је мешати са Киргиском АССР 1926−1936, која је постала независна држава Киргистан) 26. августа 1920. и била је аутономна република у саставу Руске Социјалистичке Федеративне Совјетске Републике.
Пре Руске револуције, Казаси у Русији су били познати под именом „Киргизи-Казаси“ или једноставно „Киргизи“ (а Киргизи као „Кара-Киргизи“). Ова пракса се наставила и у раном совјетском периоду, па је Киргиска АССР била национална република за Казахе. Међутим, 15-19. јуна 1925. Пети казашки савет Совјета одлучио је да републику преименује у Казашку Аутономну Социјалистичку Совјетску Републику. Главни град бивше Киргицке АССР, Ак-Мечет, задржан је као седиште Казашке АССР, али је преименован у Кзил-Орда, преведно с казашког „црвени центар“. Године 1927. или 1929. град Алмати је проглашен за нови главни град Казашке АССР. У фебруару 1930. године дошло је до антисовјетске побуне у селу Созак. Дана 5. децембра 1936. Казашка АССР је одвојена од РСФСР и постао је Казашка Совјетска Социјалистичка Република, пуноправна савезна република Совјетског Савеза.

## Географија
Казашка АССР која је наследила недавно проширену Киргиску АССР обухватала је сву територију која чини данашњу Републику Казахстан плус делове Узбекистана (Каракалпачка аутономна област), Туркменистана (северна обала Кара-Богаз Гола) и Русије (делови онога што је постало Оренбуршка област). Ове територије су изузете из Казашке АССР током следеће деценије.
Административне јединице Казашке АССР мењале су се неколико пута у својој историји. Године 1928. губерније, административни окрузи наслеђени од Киргицке АССР су елиминисани и замењени са 13 округа и рејона. Године 1932. република је подељена на шест нових већих области. То су биле:
- Актјубинск Област (главни град: Актјубинск);
- Алмати (главни град: Алмати);
- Источна Казашка област (главни град: Семипалатинск);
- Караганда област (главни град: Петропавловск);
- Јужно-Казашка област (главни град: Чимкент);
- Западно-Казашка област (главни град: Уралск).

31. јануара 1935. спроведена је још једна територијална подела која је укључивала шест горе наведених области плус нови Каркаралинск округ.